# Картер, Дженис
Дженис Картер (англ. Janis Carter, 10 октября 1913 — 30 июля 1994) — американская актриса, снимавшаяся в 1940—1950-х годах.

## Биография
Дженис Картер родилась в Кливленде в Огайо. После окончания Математического колледжа она переехала в Нью-Йорк, где мечтала начать карьеру оперной певицы. Но в этом деле её постигла неудача, и она решила попытать счастье на Бродвее. Там её заметил продюсер Дэррил Ф. Занук, который был поражён талантом молодой певицы и актрисы и подписал с ней контракт на съёмки в кино.
Вскоре её актёрская карьера стала успешно развиваться, и Дженис Картер перебралась в Голливуд. Начиная с 1941 года она снялась более чем в 30 фильмах компаний «20th Century Fox», «MGM», «Columbia» и «RKO». Она снялась в фильмах нуар «Ночной редактор» (1946), «Подставленный» (1947) с Гленном Фордом и «Я люблю трудности» (1948), а в картине «Летающие морпехи» (1951) её партнёром был Джон Уэйн.
В 1950-х годах Картер вернулась в Нью-Йорк, где стала работать на телевидении, снимаясь в комедиях, драмах и даже некоторое время была ведущей собственного шоу. В 1956 году, актриса вышла замуж и навсегда оставила карьеру актрисы. Она умерла 30 июля 1994 года от сердечного приступа в возрасте 80 лет.

## Избранная фильмография
| Год  |   | Русское название          | Оригинальное название     | Роль                                        |
| ---- | - | ------------------------- | ------------------------- | ------------------------------------------- |
| 1942 | ф | Недалеко от Бродвея       | Just Off Broadway         | Лилиан Хаббард                              |
| 1943 | ф | Леди из бурлеска          | Lady of Burlesque         | Джанин                                      |
| 1944 | ф | Метка Свистуна            | The Mark of the Whistler  | Патриша Хенли                               |
| 1944 | ф | Пропавший присяжный       | The Missing Juror         | Элис Хилл                                   |
| 1944 | ф | Одной таинственной ночью  | One Mysterious Night      | Дороти Андерсон                             |
| 1945 | ф | Сила Свистуна             | The Power of the Whistler | Джин Лэнг                                   |
| 1946 | ф | Пресловутый Одинокий волк | The Notorious Lone Wolf   | Карла Винтер                                |
| 1946 | ф | Ночной редактор           | Night Editor              | Джилл Меррилл                               |
| 1947 | ф | Подставленный             | Framed                    | Пола Крейг                                  |
| 1948 | ф | Я люблю трудности         | I Love Trouble            | миссис Каприйо / Джейн Бригер / Джейни Джой |
| 1949 | ф | Женщина на пирсе 13       | The Woman on Pier 13      | Кристин Норман                              |
| 1951 | ф | Моё запретное прошлое     | My Forbidden Past         | Коринн Лукас                                |
| 1951 | ф | Горящий полёт             | Flying Leathernecks       | Джоан Керби                                 |